# 横山幾夫
横山 幾夫（よこやま いくお、1955年〈昭和30年〉10月17日 - ）は、日本の政治家。高知県安芸市長（3期）。

## 来歴
高知県安芸市井ノ口乙に生まれる。1978年（昭和53年）3月、広島電機大学（のちの広島国際学院大学）工学部電子科卒業。同年11月、安芸市役所に採用される。2006年（平成18年）4月、環境課長に就任。2009年（平成21年）4月、教育次長兼学校教育課長に就任。2010年（平成22年）12月、安芸市教育長に就任。
2013年（平成25年）8月25日に行われた安芸市長選挙に出馬し現職の松本憲治を破り初当選。9月3日、市長就任。
2017年（平成29年）8月13日告示の安芸市長選挙では横山以外の立候補者がなく、無投票で再選。
2021年（令和3年）8月15日告示の安芸市長選挙で無投票で3選。
2025年（令和7年）3月15日安芸市長選挙引退表明。